# Probaos
Probaos (también llamada Santa Eulalia de Probaos y llamada oficialmente Santaia de Probaos) es una parroquia española del municipio de Oza-Cesuras, en la provincia de La Coruña, Galicia.

## Entidades de población
Entidades de población que forman parte de la parroquia:
- Barayo (Baraio)
- Castelo
- Corredoiras (As Corredoiras)
- Espiñeira (A Espiñeira)
- Galanas (As Galanas)
- Hermida (A Ermida)
- Lagos (Os Lagos)
- Loureiros (Os Loureiros)
- Moneco (O Moneco)
- Pedreira (A Pedreira)
- Peres (Os Peres)
- Rilo
- Santaya (Santaia)

## Despoblados
- Madriceiras (As Madriceiras)
- Torre

## Demografía
| Gráfica de evolución demográfica de Probaos entre 2000 y 2019 |
|                                                               |
| Datos según el nomenclátor publicado por el INE.              |